# Ctenochira spectabilis
Ctenochira spectabilis là một loài tò vò trong họ Ichneumonidae.